# Agnostus
Agnostus is een geslacht van uitgestorven trilobieten, dat leefde in het Cambrium. 

## Beschrijving
Van dit dier werden fossielen gevonden in de rotsen van het Vroeg-Cambrium tot het Laat-Ordovicium tijdperk (540 tot 438 miljoen jaar geleden). De agnostiden waren over het algemeen klein, met slechts twee thoracale segmenten, een zeer kleine kop en een groot staartsegment. Agnostus zelf was slechts ongeveer zes millimeter lang en miste ogen. De overeenstemming van de voorste en achterste gebieden maakt de agnostiden vaak moeilijk te onderscheiden.

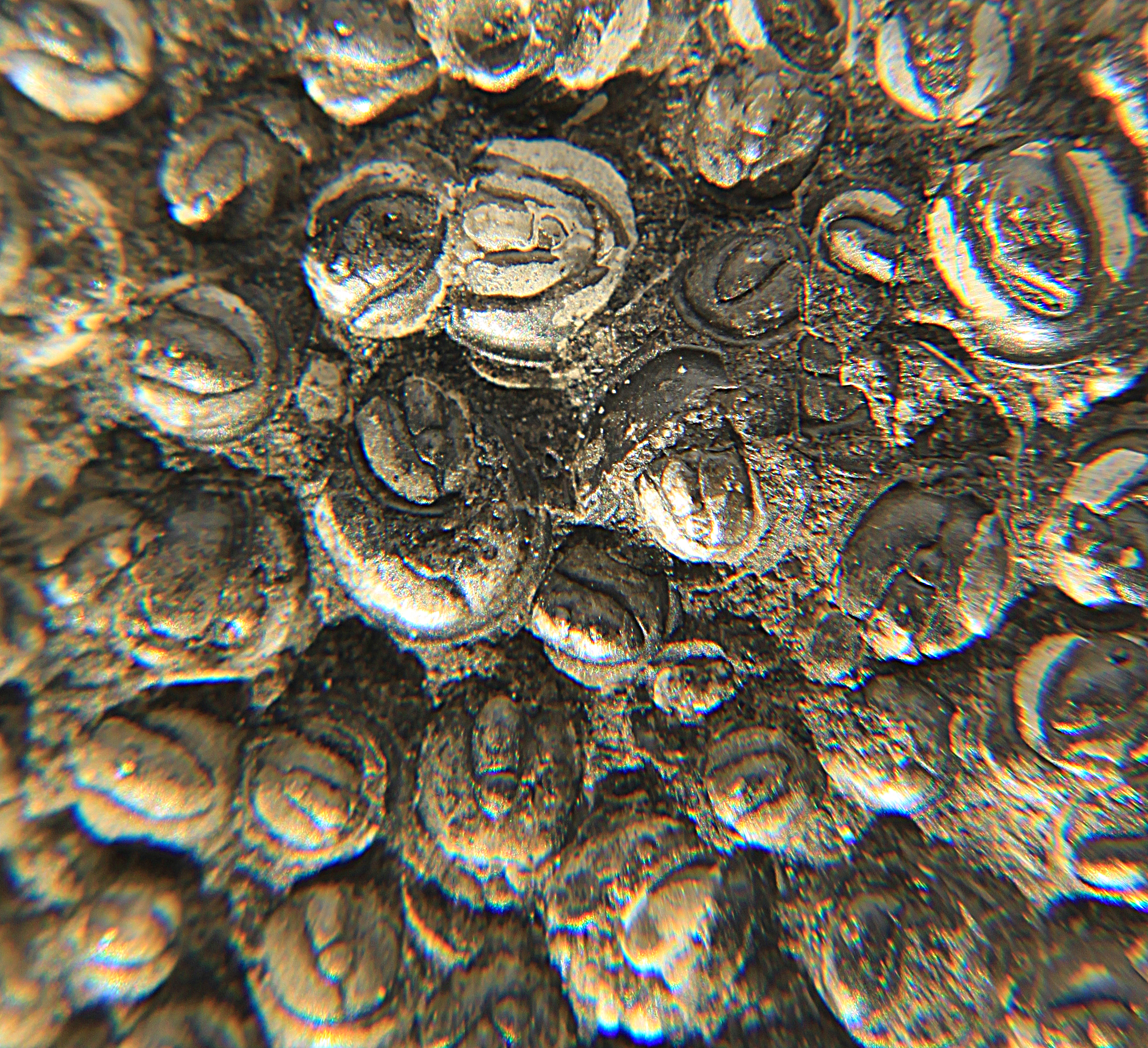

## Kenmerken
Agnostiden zijn bijzondere trilobieten, die al enkele honderden jaren lang intensief bestudeerd zijn. Ze zijn klein, ze bezitten geen ogen of gezichtsnaad en hun centrale schild (de thorax) bestaat uit maar twee vrije segmenten tussen kopschild (het cephalon) en het staartschild (het pygidium). Ze leefden vanaf het Vroeg-Cambrium tot aan het Laat-Ordovicium. De leden van het genus Agnostus bleven tot het Laat-Cambrium beperkt. Ze zijn algemeen verbreid en afzonderlijke koppen en staarten worden soms bij duizenden gevonden in Laat-Cambrische kalklenzen (Orsten) in Zweden. Hun levenswijze was tot nu toe vrij onbekend. Sommigen speculeerden daarover en meenden dat het bodembewoners waren, anderen dachten dat deze trilobieten bij het plankton aan het zee-oppervlak tussen drijvende algen hun dagen sleten. Alle soorten agnostiden hebben een uitwendig skelet, waarvan staart- en kopschild heel veel op elkaar lijken (isopygie), zodat ze bij inklappen precies op elkaar passen. De randen van beide schilden zijn bovendien aflopend, waardoor ze nog beter opeen sluiten. De beide thoraxsegmenten vormen dan de achterkant van een in ingerolde toestand tamelijk bolvormig geheel. Dat inrollen komt echter niet zoveel voor, want complete exemplaren worden zelden gevonden. Meestal komen we afzonderlijke kop- en staartschilden tegen en als we al een complete Agnostus aantreffen is die in het algemeen uitgestrekt.

## De levenswijze
Hoewel het dier zich bij gevaar kon inrollen, leefde het zeker niet uitgestrekt. Doordat de pootjes zeer ongelijk van lengte zijn kon het moeilijk over de bodem lopen, maar ook om te zwemmen is deze situatie zeer slecht bruikbaar en bovendien ontbreken daarvoor in het lichaam de nodige spieren. De agnostiden hebben zich zeer waarschijnlijk met beide kleppen roeiend voortbewogen, waarbij de ledematen van beide thoraxsegmenten uit de schaal staken. Bij een rustpauze of bij gevaar werden de kleppen gesloten en de poten ingetrokken. Het ontbreken van ogen werd waarschijnlijk opgevangen door de talrijke poriën op het pantser, die als tastorganen fungeerden. Een territorium bij de bodem lijkt waarschijnlijker dan één dicht bij het oppervlak, terwijl het nog zeer dubieus is, waarmee ze zich hebben gevoed. 